# José Antonio Casilla
José Antonio Casilla Cortés (Alcover, Tarragona, 29 de agosto de 1979) es un jugador de voleibol español. 

## Trayectoria
Conocido deportivamente como Pepe Casilla, es el jugador más laureado del voleibol tarraconense. Ha sido capitán de la selección española de voleibol y ha participado en importantes eventos deportivos como los Juegos Olímpicos de Sídney 2000. En su trayectoria deportiva se encuentran equipos como el Unicaja Almería, Son Amar de Palma o el Numancia CMA Soria.
Hermano del portero de fútbol Kiko Casilla.